# Nishizaki Kiku

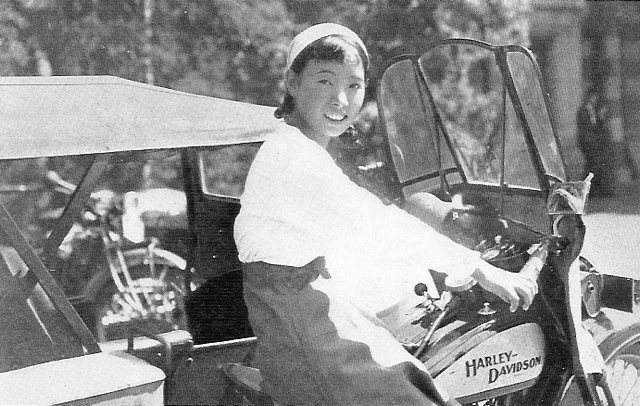
Kiku Nishizaki (1933)

Nishizaki Kiku (japanisch 西崎 キク, wirklicher Name: 松本 キク子 Matsumoto Kikuko; geboren 2. November 1912 in Shichihongi, heute Kamisato, Präfektur Saitama; gestorben 6. Oktober 1979) war eine japanische Pilotin und Luftfahrtpionierin. Sie war mit Chōkō Mabuchi die erste Japanerin, die das Japanische Meer überflog. Sie war u. a. Vorbild für die Heldin der Abendserie Kumo no Jūtan (雲のじゅうたん, etwa: Wolkenstürmerin), die NHK 1976 ausstrahlte.

## Leben und Schaffen
Nishizaki Kiku wurde 1912 als zweite Tochter von Sahei und Taki Matsumoto geboren. Sie hatte noch drei Schwestern und vier Brüder. Nach Abschluss der Normalschule wurde sie 1929 zunächst Grundschullehrerin an der Jinbohara-Grundschule. Zusammen mit ihren Schülern besuchte sie den Flugplatz Ojima in Ōta in der Präfektur Gunma und war von diesem Moment an fasziniert vom Fliegen. Sie fing an, sich im Selbststudium mit Fliegerei zu befassen. 1931 beendete sie ihre Arbeit als Lehrerin und begann in Fukagawa (heute Teil des Tokioter Stadtbezirks Kōtō) eine Ausbildung als Pilotin. 1933 erhielt sie eine Fluglizenz zweiter Klasse. Zusammen mit Mabuchi Chōko wurden sie eine der beiden ersten japanischen Pilotinnen für Wasserflugzeuge. Im Oktober flog sie mit einem Wasserflugzeug vom Typ Ichi-san (一三式練習機, Yokosuka K1Y1) in 7 Stunden 408 km von Aichi nach Saitama, um ihre Heimatstadt zu besuchen. Sie landete auf dem Fluss Tone und wurde von hunderten Zuschauern empfangen. 1934 besuchte sie die Asia-Flugschule (亜細亜航空学校 Ajia kōkū gakkō) und erwarb zudem eine Pilotenlizenz für Landflugzeuge.
Kiku und Chōko wurden dazu bestimmt, im Oktober 1934 einen über 2400 km langen Freundschaftsflug nach Mandschukuo auf das Festland zu unternehmen. Damit waren sie die ersten beiden japanischen Pilotinnen, die das Japanische Meer überquerten und ins Ausland flogen. Beide wurden ein Jahr später mit der Harmon Trophy der International League of Aviators ausgezeichnet.
Im Juli 1937 sollte ein weiterer Langstreckenflug zum Gedenken an die Einrichtung der Stadtverwaltung in Toyohara Präfektur Karafuto (heute: Juschno-Sachalinsk, Oblast Sachalin) stattfinden, für den Kiku ausgewählt wurde. Sie musste jedoch auf der Tsugaru-Straße notwassern und wurde von einem Frachtschiff gerettet. In der Folge wurde ihr Wunsch, für die Armee Frachtflugzeuge zu fliegen, um Verwundete zu transportieren, abgelehnt. Kiku beendete daraufhin ihre Karriere als Pilotin.
1938 heiratete sie Takeo Inoka, ließ sich mit ihm in Mandschukuo nieder und arbeitete als Grundschullehrerin. Als Takeo 1941 starb, heiratete sie zwei Jahre später 1943 Ryō Nishizaki. Sie hatten einen Sohn namens Shun, der jedoch noch im Kindesalter starb. Nach Kriegsende kehrte Kiku mit ihrem Mann 1946 nach Japan zurück, lebte in Kōnosu und arbeitete erneut als Lehrerin. 1954 gab sie ihre Arbeit als Lehrerin auf und widmete sich der Landwirtschaft. Über ihre Erkenntnisse veröffentlichte sie 1960 ein Buch und wurde mit dem Preis des Ministeriums für Landwirtschaft (農林大臣賞 nōrin daijin shō) ausgezeichnet.
1975 veröffentlichte sie ihre Autobiographie Kōyoku to takukon no ki (紅翼と拓魂の記, etwa: Rote Flügel und offener Geist – eine Chronik). Außerdem nahm sie 1975 an der World Conference of the International Women’s Year in Mexiko teil. Kiku starb 1979 im Alter von 66 Jahren an einer Gehirnblutung.